# 連加網路
連加網路商業股份有限公司（Line Pay Taiwan Limited）為LINE Pay第三方支付服務公司，2015年3月3日成立，母公司為韓商LINE Financial Corporation。2025年7月24日設立全資子公司LINE Pay EPI Taiwan Limited(連加電子支付股份有限公司)。

## 沿革
- 2015年3月3日：公司成立[1]。

- 2023年7月26日：取得LINE Pay Plus Corporation 100%的股權

- 2024年1月26日：興櫃掛牌[2]。

- 2024年7月26日：韓國新羅免稅店開通。

- 2024年7月26日：提出上市申請[3][4]。

- 2024年12月5日：正式上市掛牌[5]。
- 2025年3月11日：決議出資5億，設立全資子公司連加電子支付股份有限公司，以子公司籌備處申請電子支付[6][7][8]。

- 2025年7月11日：子公司連加電子支付股份有限公司獲得經營電子支付機構業務許可[9]。

## 外部連結
- 官方网站
- LINE Pay的Facebook專頁